# Tylophora luzonica
Tylophora luzonica är en oleanderväxtart som beskrevs av Rudolf Schlechter. Tylophora luzonica ingår i släktet Tylophora och familjen oleanderväxter. Inga underarter finns listade i Catalogue of Life.